# Calapnita phasmoides
Calapnita phasmoides là một loài nhện trong họ Pholcidae. Loài này được phát hiện ở Borneo.